# Влашай (община Булкиза)
Влашай (на албански: Vlashaj) е село в Албания, в община Булкиза (Булчица), административна област Дебър.

## География
Селото е разположено в областта Грика Вогъл.

## История
Според статистиката на Васил Кънчов („Македония. Етнография и статистика“) Вльаше е част от Грика Вогъл (Мала Река) и в него живеят 180 души арнаути мохамедани.
След Балканската война в 1912 година селото попада в Албания.
В 1915 година, по време на Първата световна война, селото е анексирано от Царство България. Към 1 март 1916 година Влаша е част от Омежката община на българската Дебърска околия.
До 2015 година е част от община Шупенза.